# Ричардсон-Ходж, Кора
Кора Ричардсон-Ходж (англ. Cora Richardson-Hodge, урождённая Ричардсон, Richardson) — адвокат (attorney-at-law) и политический деятель из Британской заморской территории Ангилья. Лидер «Объединённого фронта Ангильи» (AUF). Премьер-министр Ангильи с 27 февраля 2025 года, первая женщина на этом посту. Член Палаты собрания (парламента) с 2015 года

## Биография
Родилась на острове Сент-Томас в группе Виргинские Острова, куда её родители родом с Ангильи — учительница Дорис (Doris Connor-Richardson) и строитель Кеннет Ричардсон (Kenneth Richardson) — мигрировали. Брат её отца Кеннета, Гиффорд Ричардсон (Gifford Richardson; ум. 2013) был солдатом революции 1967 года.
Окончила среднюю школу в городе Шарлотта-Амалия на острове Сент-Томас.
Окончила Технологическом институте Флориды в Мелборне в штате Флорида, где получила степень бакалавра наук в области экологии. Затем окончила Колледже права Стетсонского университета в Галфпорте, где получила степень доктора юриспруденции. Продолжила углубленное изучение права в Школе права имени Юджина Дюпюша в Нассау, столице Багамских Островов, которую окончила с получением сертификата (Legal Education Certificate, LEC).
Принята в коллегию адвокатов Флориды, а затем в коллегию адвокатов Ангильи.
Является владельцем и ведущим адвокатом юридической фирмы C.R. Hodge & Associates в Валли, столице Ангильи.

## Политическая карьера
Баллотировалась на парламентских выборах 15 февраля 2010 года во 2-м одномандатном избирательном округе (Сэнди-Хилл) от «Объединённого фронта Ангильи», но проиграла Джерому Робертсу (Jerome Roberts) из Прогрессивной партии Ангильи (Anguilla Progressive Party, APP).
Была генеральным секретарём «Объединённого фронта Ангильи».
Баллотировалась на парламентских выборах 2015 года во 2-м одномандатном избирательном округе (Сэнди-Хилл). По результатам выборов 22 апреля Кора Ричардсон-Ходж победила в своём округе и избрана впервые членом Палаты собрания. «Объединённый фронт Ангильи» (AUF) получил 6 из 11 мест в Палате собрания. Лидер AUF Виктора Бэнкса возглавил кабинет министров. Кора Ричардсон-Ходж возглавила Министерство внутренних дел в правительстве Бэнкса.
На съезде 4 ноября 2018 года Кора Ричардсон-Ходж избрана заместителем политического лидера AUF.
По результатам парламентских выборов 29 июня 2020 года Кора Ричардсон-Ходж была переизбрана. Оппозиционная партия «Прогрессивное движение Ангильи» (APM) получила 7 из 13 мест в Палате собрания. Лидер APM Эллис Уэбстер стал премьер-министром. Правительство Бэнкса ушло в отставку.
Лидер «Объединённого фронта Ангильи» (AUF) Виктор Бэнкс не был переизбран в своём 4-м избирательном округе Валли-Юг и 3 июля заместитель лидера AUF Кора Ричардсон-Ходж стала лидером оппозиции. В начале 2021 года Кора Ричардсон-Ходж избрана новым лидером «Объединённого фронта Ангильи», сменив Виктора Бэнкса.
По результатам парламентских выборов 26 февраля 2025 года «Объединённый фронт Ангильи» получил 8 из 13 мест в Палате собрания. Кора Ричардсон-Ходж стала первой женщиной на посту премьер-министра.